# 20870 Kaningher
20870 Kaningher este un asteroid din centura principală de asteroizi.

## Descriere
20870 Kaningher este un asteroid din centura principală de asteroizi. A fost descoperit pe 2 noiembrie 2000 la Socorro, New Mexico, în cadrul proiectului LINEAR. Asteroidul prezintă o orbită caracterizată de o semiaxă mare de 2,84 ua, o excentricitate de 0,07 și o înclinație de 2,5° în raport cu ecliptica.